# Angkatan 45
Angkatan 45 (indonesisch, „Generation 45“) war eine Gruppe von indonesischen Schriftstellern und die von dieser Gruppe geprägte Strömung der indonesischen Literatur ab 1942.
Bei den Mitgliedern dieser Gruppe handelte es sich um junge Dichter, die sich für die Unabhängigkeit Indonesiens von der japanischen Besetzung 1942 bis 1945 im Zweiten Weltkrieg einsetzten und in dieser Zeit begannen, erste Werke zu veröffentlichen. Sie gründeten die literarische Zeitschrift Gema Suasana. Zu den Mitgliedern gehörten beispielsweise Chairil Anwar, Pramoedya Ananta Toer, Rivai Apin, Asrul Sani, Idrus, S. Rukiah, Bakri Siregar, Sitor Situmorang, Ajip Rosidi und Mochtar Lubis.